# Ídaia
Ídaia (latinsky Ida) je v řecké mytologii nymfa. 
Tato nymfa spolu se svou sestrou Adrásteiou vychovala nejvyššího boha Dia. 
Jeho matka Rheia ho tajně v ústraní porodila na Krétě v hluboké jeskyni Dikté, aby posledního syna zachránila před jeho otcem Kronem, který všechny své předchozí děti spolkl. Chtěl tím předejít nebezpečí, že ho jeho potomci zbaví moci nad světem. 
Když se Zeus narodil, zůstal na Krétě a Rhea se vrátila a Kronovi podala místo novorozeněte kámen zabalený v plenkách. Spolkl ho a netušil, že jeho syn vyrůstá v ústraní a stane se, co se má stát - po létech osvobodí všechny své sourozence a společně ho připraví o moc. 